# 夢幻強尼
《夢幻強尼》（英語：Johnny Suede）是一部1991年美國歌舞浪漫喜劇片，由湯姆·狄奇羅執導兼編劇，布拉德·皮特、凯瑟琳·基纳、卡爾文·萊弗斯、艾莉森·莫爾、尼克·凱夫和蒂娜·露易絲主演。劇情講述一位苦苦掙扎的年輕音樂家可望成為如偶像瑞奇·尼爾森一般的搖滾巨星，直到他遇到了比自己更聰明的女人。
電影1991年8月在洛迦诺电影节首映，1992年8月14日在美國一家影院上映。

## 演員
- 布拉德·皮特飾演強尼·蘇
- 凯瑟琳·基纳飾演伊馮娜
- 卡爾文·萊弗斯飾演德克
- 艾莉森·莫爾飾演達萊特
- 尼克·凱夫飾演怪胎史托姆
- 蒂娜·露易絲飾演方丹夫人
- 麥克·盧西亞諾飾演克萊普先生
- 山繆·傑克森飾演大波普

## 外部連結
- 互联网电影数据库（IMDb）上《夢幻強尼》的资料（英文）
- AllMovie上《夢幻強尼》的资料（英文）
- 爛番茄上《夢幻強尼》的資料（英文）
- Critical analysis of "Johnny Suede" by Critical-Film.com reviewer Scott Wood
- Tom DiCillo's blog entry on how the original financing of "Johnny Suede" fell through.